# Incisalia croesioides
Incisalia croesioides är en fjärilsart som beskrevs av Samuel Hubbard Scudder 1876. Incisalia croesioides ingår i släktet Incisalia och familjen juvelvingar. Inga underarter finns listade i Catalogue of Life.